# Felipe Hernández Cava
Felipe Hernández Cava   (Madrid, 1953) és un guionista de còmic i director editorial espanyol. Conegut per ser membre del col·lectiu El Cubri, ha treballat també amb altres dibuixants. Durant el boom del còmic adult a Espanya, va ser un dels artífexs de la renovació del còmic espanyol, juntament amb altres autors de la seva generació com Josep María Beà (1942), Luis García (1946), Carlos Giménez (1941), Fernando Fernández (1940), Enric Sió (1942) o Adolfo Usero (1941). Així i tot, la seva carrera professional ha estat com a guionista de televisió, crític d'art i curador d'exposicions.

## Biografia

### Inicis
L'any 1970, Felipe Hernández Cava va començar a treballar pel diari Pueblo i va contactar amb la revista Bang!. També va començar a estudiar història de l'art a la Universidad Autónoma de Madrid.
Després de fer-se càrrec per un breu període dels guions de la sèrie Rosa la Revoltosa, dibuixada per José García Pizarro, va crear amb Saturio Alonso l'equip El Cubri el 1972, a qui aviat s'hi uniria Pedro Arjona, dedicant-se sobretot al còmic de tema polític.

Al marge del seu treball amb El Cubri, va desenvolupar altres historietes polítiques amb Marika (Los atentados contra Franco i Una recuperación de la historia de los maquis). El 1981, va crear amb Adolfo Usero i Luis García, les historietes El Domingo Rojo i Argelia, respectivament. Com explica Jesús Cuadrado, al principi 
| « | els guions de Cava eren rebutjats per aquells que defensaven un còmic descompromès; quan el cicle polític va canviar, es va poder comprovar que els guions de Cava eren, per damunt de tot (i de molts tots), això: guions. A més, va seguir escrivint als nous temps; o sigui, que es va descobrir que Cava no era un futur regidor, sinó un guionista. | » |

### Director editorial: De Madriz a Medios Revueltos
Entre 1984 i 1987, va estar al capdavant del còmic subvencionat Madriz com a director artístic, fet que li va permetre seleccionar als artistes que hi participaríen. No hauria tengut en compte la seva militància política, sinó que «els va cridar, tan sols, perquè ell creia que eren els millors».
Juntament amb Manuel Ortuño, va dirigir una altra revista d'historietes des d'abril de 1988: Medios Revueltos

### Maduresa
Entre 1989 i 1998 va produir una trilogia dedicada a Lope de Aguirre amb Enrique Breccia, Federico del Barrio, i Ricard Castells. També amb Federico del Barrio ha produït Las memorias de Amorós (1993) i El artefacto perverso (1994-96). Altres autors amb qui ha col·laborat són Raúl Fernández Calleja (Vendrán por Swinemünde, 1988 i Ventanas a Occidente, 1994); Enrique Flores (Bebop, 2000); Laura Pérez Vernetti (Macandé, 2000), Pep Brocal (V-Girl, 2001) o Keko (Bob Deler, 2008).

L'any 2009 reb el Premi Nacional del Còmic juntament amb Tomeu Seguí Nicolau per Les serps cegues ("BD Banda", 2008), una obra que critica els excesos comesos en nom de les ideologies. Pot afirmar llavors, mirant enrere:
| « | Abans creia que la veritat sempre era revolucionària, però ara veig que la veritat té moltes zones d'ombra i a mi m'agrada moure'm en aquestes zones de penombra per on molt poca gent s'atreveix a transitar". | » |

Després de l'èxit mediàtic, va seguir publicant amb els seus dibuixants preferits: Sanyú (El hombre descuadernado, 2009), Laura Pérez Venetti (Sarà Servito, Edicions de Ponent, 2010), i Bartomeu Seguí (Hágase el Caos. Lux, 2011; Hágase el Caos. Umbra, 2012; Las oscuras manos del olvido, 2014).

## Obra
Fílmica
| Estrena | Títol                      | Director       | Tipus      |
| ------- | -------------------------- | -------------- | ---------- |
| 2006    | Las locuras de Don Quijote | Rafael Alcázar | Documental |

Còmic
| Anys      | Títol                        | Dibuixant                                    | Tipus  | Publicació          |
| --------- | ---------------------------- | -------------------------------------------- | ------ | ------------------- |
| 1979      | Peter Parovic                |                                              |        |                     |
| 1989-1998 | Lope de Aguirre              | Enrique Breccia, Del Barrio, Ricard Castells | Serial | Ikusager, De Ponent |
| 1994      | El artefacto perverso        | Federico del Barrio                          | Sèrie  |                     |
| 1998      | En Canal                     | Jorge Arranz                                 | Sèrie  | ¡A las Barricadas!  |
| 1999-2000 | ¡Dios, qué tropa!            | Jorge Arranz                                 | Sèrie  | Angelitos Negros    |
| 2008      | Les serps cegues             | Tomeu Seguí Nicolau                          |        | BD banda, Dargaud   |
| 2011      | Hágase el caos. Lux          | Tomeu Seguí Nicolau                          |        | Norma Editorial     |
| 2012      | Hágase el caos. Umbra        | Tomeu Seguí Nicolau                          |        | Norma Editorial     |
| 2014      | Las oscuras manos del olvido | Tomeu Seguí Nicolau                          |        | Norma Editorial     |